# Camp des Loges (complexe sportif)
Pour les articles homonymes, voir Camp des Loges.
Le centre d'entraînement du stade Georges-Lefèvre est situé sur une grande partie de la structure du Stade Georges-Lefèvre à Saint-Germain-en-Laye à proximité du camp des Loges. C'est pourquoi il est souvent désigné comme « le camp des Loges ». Il est appelé entre 2013 et 2023 le centre d'entraînement Ooredoo, fruit d'un partenariat entre le Paris Saint-Germain et la société de télécommunications.
Du 28 juillet 1970 au 2 juin 2023, le Camp des Loges accueille la section professionnelle du Paris Saint-Germain. Il héberge également jusqu'à cette même date le centre de formation du PSG, inauguré le 4 novembre 1975. La section féminine prend le relais le 17 juillet 2023 mais seulement pour une période provisoire de 6 mois.
À partir de l'été 2024, il accueille le club de rugby à XV de Paris, le Stade français Paris.

## Histoire

### Paris Saint-Germain
Le premier Camp des Loges est inauguré le 21 juin 1904,. À l'origine, il est un camp militaire et ses installations sportives sont reservées aux soldats de l'armée française.
Le centre d'entraînement du Paris Saint-Germain au Camp des Loges a longtemps été sujet à débats. Au début des années 1970, ce centre d'entraînement apparaît en effet « moderne » et l'équipe de France A y fait nombre de stages de préparation. Mais le temps passant, les installations se sont démodées. La mairie de Saint-Germain-en-Laye, propriétaire des lieux, investit afin de doter le Camp d'installations minimums au milieu des années 1980, mais ces investissements ne sont pas à la hauteur des besoins et des promesses. Francis Borelli puis les dirigeants du PSG de l'ère Canal+ dénoncèrent plusieurs fois cette situation, mais furent incapables de traiter efficacement le problème.

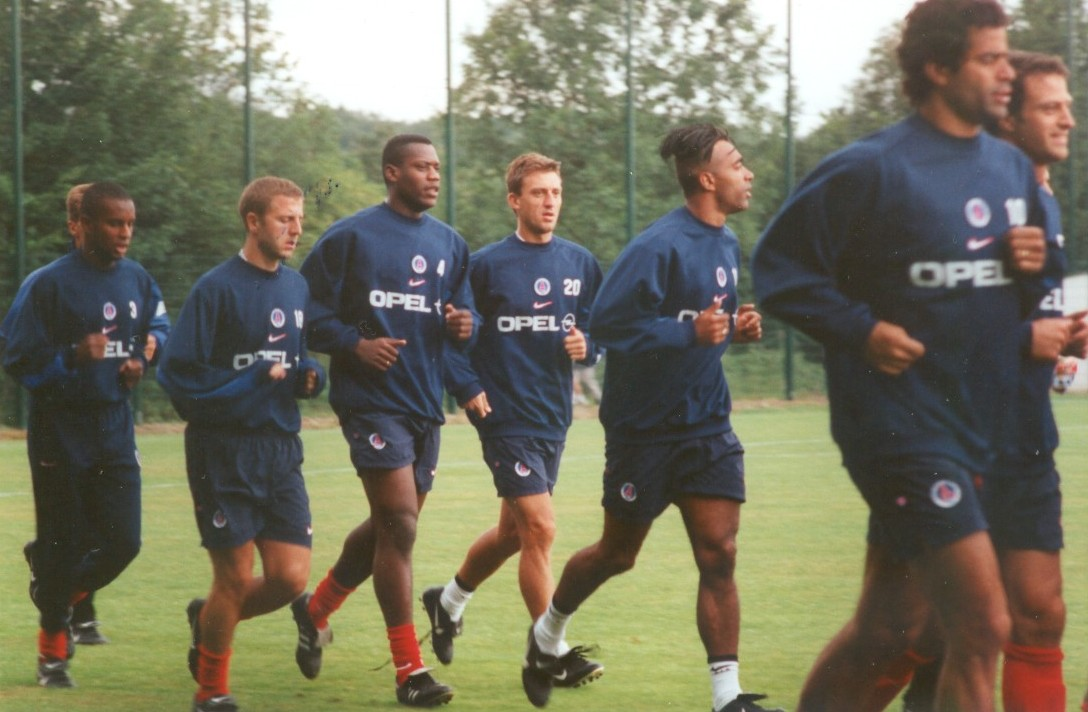
Entraînement des joueurs du PSG lors de la saison 1997-1998.

En mars 2006, le club renonce provisoirement à déménager son centre d'entraînement à Achères, projet à l'étude depuis six ans, et annonce le début de travaux au Camp des Loges afin de le doter d'un confort minimum. Commencé en janvier 2008, les travaux s'achèvent le 24 octobre 2008, pour un coût de 5 millions d'euros.
Le nouveau site du Camp des Loges, situé à 400 mètres de l'ancien, est inauguré le 4 novembre 2008. D'une surface de 28 888 m2, dont 1 761 pour le bâtiment de deux étages et 24 446 de pelouses, il comporte tous les équipements nécessaires à un club de haut niveau : espace de balnéothérapie, de massages, salle de soins, de musculation, espace détente, bureaux pour le staff et le président, zone presse... Bien que l'espace disponible reste restreint.
À la suite du rachat du PSG par le Qatar, le site du Camp des Loges fait l'objet de nombreuses retouches, rénovations et agrandissements ainsi que l'installation de pelouses "haut de gamme" par le jardinier du club pour satisfaire aux nouvelles ambitions de la direction. Pour la saison 2023-2024, les équipes masculines professionnelles de football et de handball s'installent sur les terrasses de Poncy dans la ville de Poissy (Yvelines) au Campus Paris Saint-Germain. Un centre de la performance y sera installé et regroupera le centre de formation et de préformation des équipes masculines de football et de handball.
De 2013 à 2023, le complexe est connu sous le nom de centre d'entraînement Ooredoo pour des raisons de parrainage avec la société de télécommunications Ooredoo.
Lors du déménagement des sections masculines, professionnelles et de formation, à l'été 2023, il est prévu que les féminines du club s'installent définitivement au Camp des Loges. Cependant, après réflexion du club, les féminines vont elles aussi rejoindre le nouveau Campus PSG, après un passage temporaire de 6 mois à Saint-Germain-en-Laye. Elles quittent le Camp des Loges à la fin de l'année 2023.

### Stade français Paris
Un accord est trouvé au début de l'année 2024 entre la Mairie de Saint-Germain-en-Laye et le club professionnel de rugby de la capitale, le Stade français Paris, afin que le complexe devienne leur nouveau centre d'entraînement. De nombreux travaux sont entrepris avec la transformation des deux terrains de football en terrains de rugby et l'adaptation de nombreux bâtiments pour l'accueil de cette nouvelle discipline.